# Camiri (kommun)

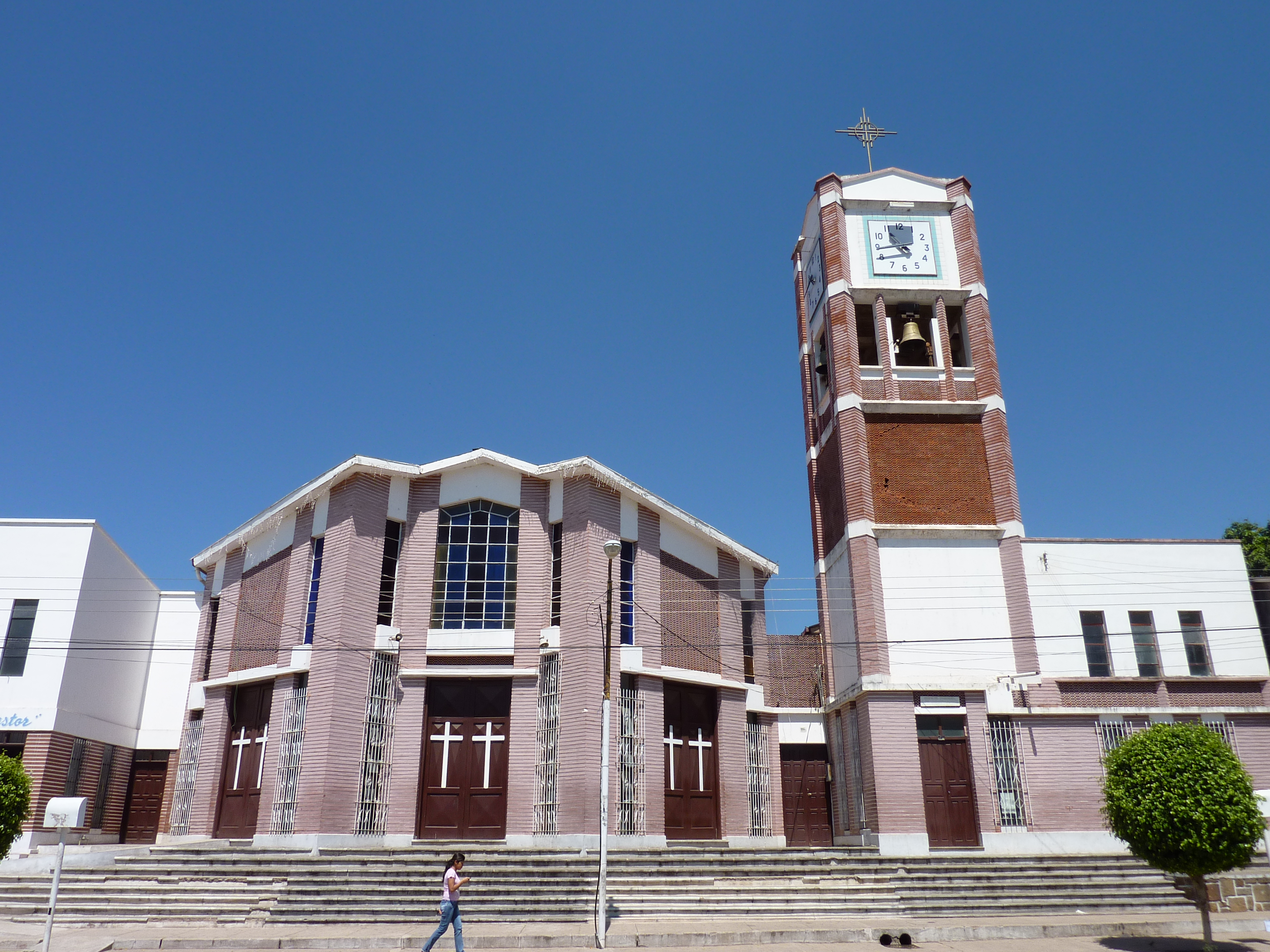
katedral i Camiri

Camiri är en kommun  i den bolivianska provinsen Cordillera i departementet Santa Cruz. Den administrativa huvudorten är Camiri.